# Octomeria scirpoidea
Octomeria scirpoidea là một loài thực vật có hoa trong họ Lan. Loài này được (Poepp. & Endl.) Rchb.f. mô tả khoa học đầu tiên năm 1852.